# Diocesi di Barretos
La diocesi di Barretos (in latino Dioecesis Barretensis) è una sede della Chiesa cattolica in Brasile suffraganea dell'arcidiocesi di São José do Rio Preto. Nel 2023 contava 295.400  battezzati su 335.000 abitanti. È retta dal vescovo Milton Kenan Júnior.

## Territorio
La diocesi comprende 13 comuni nella parte settentrionale dello stato brasiliano di San Paolo: Barretos, Cajobi, Colina, Colômbia, Embaúba, Guaíra, Guaraci, Ipuã, Jaborandi, Miguelópolis, Morro Agudo, Olímpia e Severínia.
Sede vescovile è la città di Barretos, dove si trova la cattedrale dello Spirito Santo.
Il territorio si estende su una superficie di 8.770 km² ed è suddiviso in 25 parrocchie, raggruppate in 4 regioni pastorali: Barretos, Colina, Guaíra e Olímpia.

## Storia
La diocesi è stata eretta il 14 aprile 1973 con la bolla Adsiduum studium di papa Paolo VI, ricavandone il territorio dall'arcidiocesi di Ribeirão Preto e dalla diocesi di Jaboticabal.
Originariamente suffraganea dell'arcidiocesi di Ribeirão Preto, il 22 maggio 2025 è entrata a far parte della provincia ecclesiastica di São José do Rio Preto.

## Cronotassi dei vescovi
Si omettono i periodi di sede vacante non superiori ai 2 anni o non storicamente accertati.
- José de Matos Pereira, C.M.F. † (25 aprile 1973 - 12 agosto 1976 deceduto)
- Antonio Maria Mucciolo † (26 maggio 1977 - 30 maggio 1989 nominato arcivescovo di Botucatu)
- Pedro Fré, C.SS.R. † (2 dicembre 1989 - 20 dicembre 2000 ritirato)
- Antônio Gaspar (20 dicembre 2000 - 9 gennaio 2008 ritirato)
- Edmilson Amador Caetano, O.Cist. (9 gennaio 2008 - 29 gennaio 2014 nominato vescovo di Guarulhos)
- Milton Kenan Júnior, dal 5 novembre 2014

## Statistiche
La diocesi nel 2023 su una popolazione di 335.000 persone contava 295.400 battezzati, corrispondenti all'88,2% del totale.
| anno | popolazione | popolazione | popolazione | presbiteri | presbiteri | presbiteri | presbiteri                | diaconi | religiosi | religiosi | parrocchie |
| anno | battezzati  | totale      | %           | numero     | secolari   | regolari   | battezzati per presbitero | diaconi | uomini    | donne     | parrocchie |
| ---- | ----------- | ----------- | ----------- | ---------- | ---------- | ---------- | ------------------------- | ------- | --------- | --------- | ---------- |
| 1976 | 250.000     | 300.000     | 83,3        | 18         | 8          | 10         | 13.888                    |         | 15        | 37        | 14         |
| 1980 | 201.000     | 241.000     | 83,4        | 15         | 4          | 11         | 13.400                    |         | 11        | 50        | 16         |
| 1990 | 334.000     | 371.000     | 90,0        | 24         | 13         | 11         | 13.916                    |         | 11        | 111       | 17         |
| 1999 | 226.000     | 294.281     | 76,8        | 22         | 12         | 10         | 10.272                    |         | 19        | 44        | 18         |
| 2000 | 220.710     | 294.280     | 75,0        | 27         | 16         | 11         | 8.174                     |         | 20        | 65        | 18         |
| 2001 | 197.463     | 303.790     | 65,0        | 26         | 14         | 12         | 7.594                     |         | 27        | 71        | 19         |
| 2002 | 224.806     | 303.998     | 73,9        | 29         | 17         | 12         | 7.751                     |         | 20        | 60        | 21         |
| 2003 | 240.687     | 303.998     | 79,2        | 35         | 19         | 16         | 6.876                     |         | 24        | 84        | 20         |
| 2006 | 254.969     | 322.052     | 79,2        | 37         | 21         | 16         | 6.891                     |         | 24        | 75        | 20         |
| 2012 | 282.000     | 352.000     | 80,1        | 40         | 25         | 15         | 7.050                     |         | 43        | 50        | 23         |
| 2015 | 288.000     | 360.000     | 80,0        | 39         | 26         | 13         | 7.384                     | 1       | 42        | 22        | 23         |
| 2018 | 295.145     | 368.805     | 80,0        | 42         | 30         | 12         | 7.027                     | 2       | 22        | 65        | 24         |
| 2020 | 289.333     | 327.895     | 88,2        | 37         | 25         | 12         | 7.819                     | 2       | 42        | 70        | 26         |
| 2022 | 293.670     | 332.940     | 88,2        | 44         | 32         | 12         | 6.674                     | 2       | 47        | 60        | 25         |
| 2023 | 295.400     | 335.000     | 88,2        | 45         | 35         | 10         | 6.564                     | 2       | 48        | 62        | 25         |